# Zeche Ruhr & Rhein
Die Zeche Ruhr & Rhein war ein Steinkohlen-Bergwerk in Duisburg.

## Geschichte
Im Jahre 1857 begann ein französisches Konsortium mit dem Abteufen eines Schachtes in der Nähe vom Nordhafen. Heute Freihafen. Das Schachtgelände lag ca. 150 m nordwestlich direkt neben der Straße nach Ruhrort (Duisburg).
1861 wurde ein kleiner Malakow-Turm erbaut. Im Anschluss wurde die Förderung aufgenommen. Die Zeche entwickelte sich wegen des stark wasserführenden Deckgebirges wirtschaftlich nicht so wie erwartet. Dies führte neben der insgesamt schwierigen wirtschaftlichen Zeit zur mehrmaligen Zahlungsunfähigkeit der Betreibergesellschaft.
1870 liquidierte die Betreibergesellschaft. Die Schachtanlage ging in den Besitz einer ebenfalls französischen Nachfolgegesellschaft über. Dieser Vorgang wiederholte sich ähnlich 1874. Nach dem dritten Konkurs 1885 wurde die Meidericher Steinkohlenbergwerks-AG gegründet, die in deutschem Mehrheitsbesitz stand.
Sie benannte den Schacht in Ruhr & Rhein um und betrieb ihn fort. Da die weiterhin geplanten Abbaue unter den Rheinhäfen zu großen Investitionsvorhaben geführt hätten, entschloss sich die Gesellschaft, den Schacht an die benachbarte Zeche Westende abzugeben. Der Schacht wurde 1890 von Zeche Westende übernommen und als Schacht 3 weitergeführt.